# Aster (missile)
Pour les articles homonymes, voir Aster.
L’Aster est un missile antiaérien et antibalistique franco-italien. Conçu dans les années 1990 par la division missiles d’Aérospatiale (intégrée depuis dans MBDA). Le nom « Aster » vient de « Aérospatiale terminal » et également du nom d’un archer grec.
Deux versions initiales ont été développées :
- Aster 15 pour l'autodéfense qui permet d'intercepter à 360° les avions, drones, missiles de croisière jusqu'à plus de 30 km et une altitude de 13 km[2] ;
- Aster 30 pour la défense de zone qui permet d'intercepter à 360° les avions, drones, missiles de croisière au-delà de 120 km[2] et une altitude de 20 km. Il offre dans sa version Block 1 une capacité contre les missiles balistiques d’une portée allant de 300  à   600 km (catégorie du Scud B) et pour sa version Block 1 NT jusqu`à 1 500 km[3]. Son coût unitaire est estimé à 2 millions €[4].

Les systèmes d'armes employant l’Aster peuvent être terrestres ou navals. Ils sont développés en coopération entre la France, l’Italie et le Royaume-Uni.

## Historique

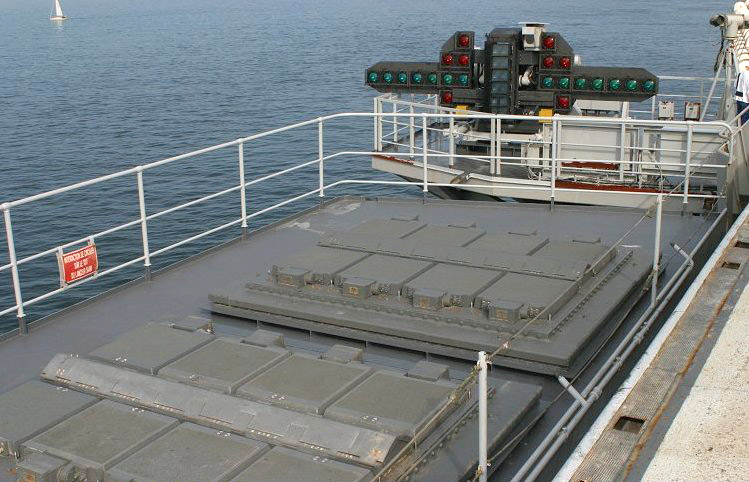
Les seize silos de missiles antiaériens Aster du porte-avions Charles de Gaulle.

En mai 1989, un mémorandum d'entente (MoU) est signé entre la France et l’Italie pour le développement de la famille des missiles sol-air futurs (FSAF). Le GIE Eurosam est créé par Aérospatiale, Alenia et Thomson-CSF, devenus MBDA et Thales, et devient le prime contractor et le system design authority du développement, de la production, du marketing et de la vente des systèmes. Le développement des missiles aboutit en juillet 1995 au premier tir d’essai où un Aster 30 intercepte une cible à une altitude de 15 000 m et une vitesse de 1 000 km/h. Dès le départ, trois types de système sont prévus : Système Anti-Air Missile (SAAM), Système Sol-Air Moyenne-Portée Terrestre (SAMP/T) et Système Sol-Air Moyenne-Portée Naval (SAMP/N), aujourd'hui appelé Principal Anti-Air Missile System (PAAMS). Lors de la fusion Aerospatiale-Matra en 2000, Thomson-CSF obtient en compensation que les systèmes Aster soient exclusivement vendus, pour dix ans, avec les radars de Thomson,.
Le premier tir opérationnel d'un Aster 15 depuis le porte-avions Charles de Gaulle a lieu en octobre 2002 ; et celui du SAMP/T en juillet 2005,,,.
En 2010 le système de défense antiaérienne SAMP/T intercepte sa première cible balistique au moyen d'un missile Aster 30. Le système entre en service dans l'armée française entre 2010 et 2011 tandis que l'armée italienne doit attendre 2012.
En 2012, un contrat de maintien en condition opérationnelle est signé entre Eurosam et l’Occar pour l’ensemble des systèmes européens.

## Missiles

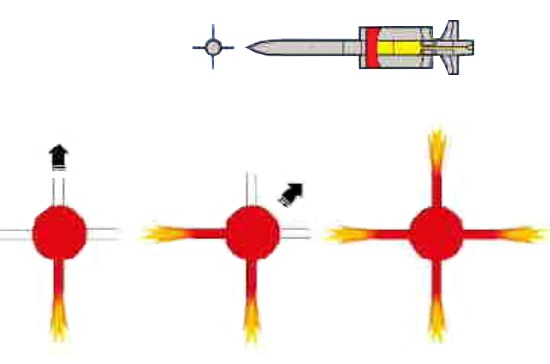
Système PIF-PAF.

Le missile Aster est constitué de deux parties principales, l’accélérateur (booster) et le terminal. Ce missile existe en deux versions : Aster 15 et Aster 30. Les deux missiles possèdent des accélérateurs différents et sont destinés à des missions distinctes : l’Aster 15 est prévu pour l’autodéfense alors que l’Aster 30 est destiné à l’interception.
Le missile est lancé verticalement, et part immédiatement en direction de sa cible grâce aux informations du radar. Il dispose d’une antenne lui permettant de communiquer avec la conduite de tir. Dans sa course finale, l’autodirecteur électromagnétique le guide au plus près de la cible. L’agilité du missile repose sur un mode de pilotage innovant dénommé PIF-PAF : « pilotage en force - pilotage aérodynamique fort », qui donne une grande manœuvrabilité (respectivement 12 g et 30 g) à toutes les altitudes et une grande précision de trajectoire. Le missile atteint très rapidement une vitesse élevée : 3,5 s suffisent pour atteindre Mach 4,5 dans le cas de l’Aster 30. Le missile Aster 30 a une portée de 100 kilomètres et une altitude maximale de 20 km. Le vol de l'engin dure donc quelques dizaines de secondes. Le missile Aster 30 pèse 450 kg et mesure 4,9 mètres de haut pour 18 centimètres de diamètre.
Le missile Aster 30 Block 1 NT, dont le développement est lancé en décembre 2015, a un nouvel autodirecteur en bande Ka (contre un précédent en bande Ku) ainsi qu'un nouveau calculateur. Le passage à ce nouveau type d'autodirecteur affine le pilotage du missile pendant sa phase d'interception ce qui lui permet d'engager des cibles plus manœuvrantes et rapides et ainsi d'augmenter ses capacités face à des missiles balistiques d’une portée de 1 300 à 1 500 km,,. Il passe donc d'une couverture face aux menaces de type Missile balistique à courte portée (SRBM) à une couverture face à l'entrée du domaine Missile balistique à moyenne portée (MRBM).
Le 20 décembre 2017, l'Organisation conjointe de coopération en matière d'armements (OCCAR) notifie à EUROSAM l'avenant au contrat du programme B1NT, officialisant ainsi la participation de l'Italie,,. Il commencera à être livré à l'armée française début 2026, intégré dans la nouvelle version du SAMP/T (SAMP/T NG).
Le missile Aster Block 2, propose d’intercepter les missiles balistiques de nouvelle génération de missiles hypersoniques manœuvrants et ayant une portée inférieure à 3 000 km, il est optimisé pour intercepter dans le domaine d'altitude 20  à   70 km. Cette menace n'est pas prise en compte par les programmes américains, que ce soit le Patriot, (qui ne monte pas au-dessus de 20  à   25 kilomètres) le THAAD (qui ne descend pas en dessous de 50 kilomètres) ou le SM-3 (qui évolue dans l'espace exoatmosphérique).
Un des avantages importants du SAMP/T par rapport aux systèmes concurrents est l'absence de limitation angulaire (couverture à 360°) permise par le tir vertical du missile. Le système peut en effet comporter jusqu'à six lanceurs verticaux, contenant chacun jusqu'à 8 missiles ASTER 30. Si l'on prend l'exemple d'un autre missile comme le célèbre Patriot, ce dernier assure la protection d'un secteur angulaire de 120° et nécessite donc la présence de trois batteries pour obtenir une couverture omnidirectionnelle à 360°,.

## Versions du système d'armes

### Systèmes navals

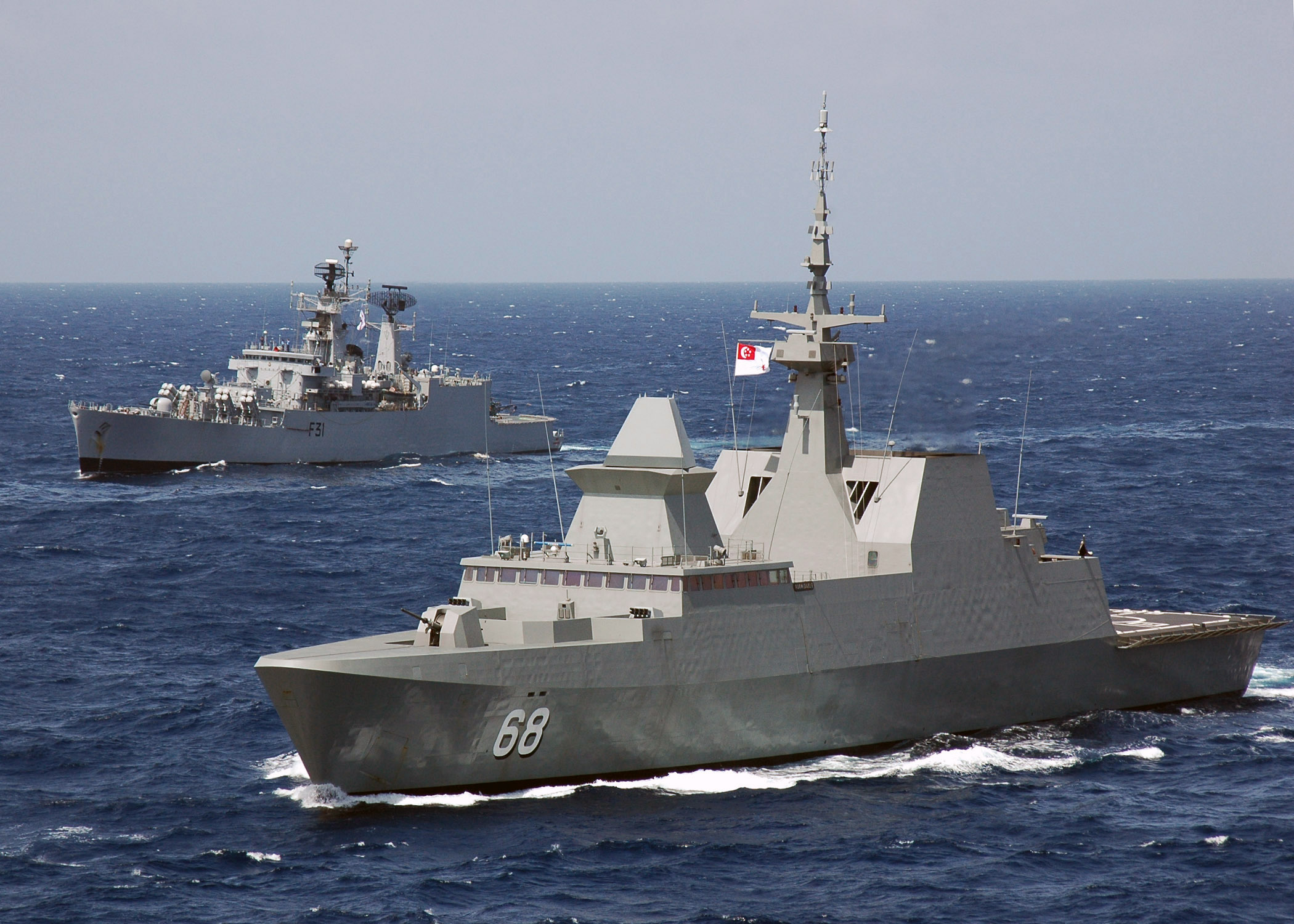
Au premier plan, la frégate singapourienne Formidable, dérivée de la.

Le Système Anti-Air Missile (SAAM) français est installé à bord du porte-avions Charles de Gaulle. Il se compose du radar Arabel, des munitions Aster 15N et du système de lancement vertical Sylver. L'enjeu de ce système est d'élargir la traditionnelle mission de défense navale de point, sorte d'ultime défense à courte ou très courte-portée contre les missiles antinavires, à une mission élargie d'autodéfense étendue à la fois en portée (de 1,7 km à 30 km contre des avions et 15 km contre des missiles antinavires supersoniques) et en zone protégée, pour assurer la défense d'un bâtiment voisin. Cependant sur le porte-avions Charles de Gaulle la mission d'autodéfense ultime a été reportée sur un système supplémentaire, constitué de deux batteries SADRAL de chacune six missiles d'une autre famille, le Mistral. Ce système est également opérationnel depuis 2002 sur les trois frégates Al Ryiadh commandées par la Marine royale saoudienne.
Le SAAM italien est aménagé sur le porte-aéronefs Cavour. Il diffère du système français par son radar 3D multifonction (acronyme EMPAR en anglais), conçu par Alenia Marconi Systems (aujourd'hui Leonardo).

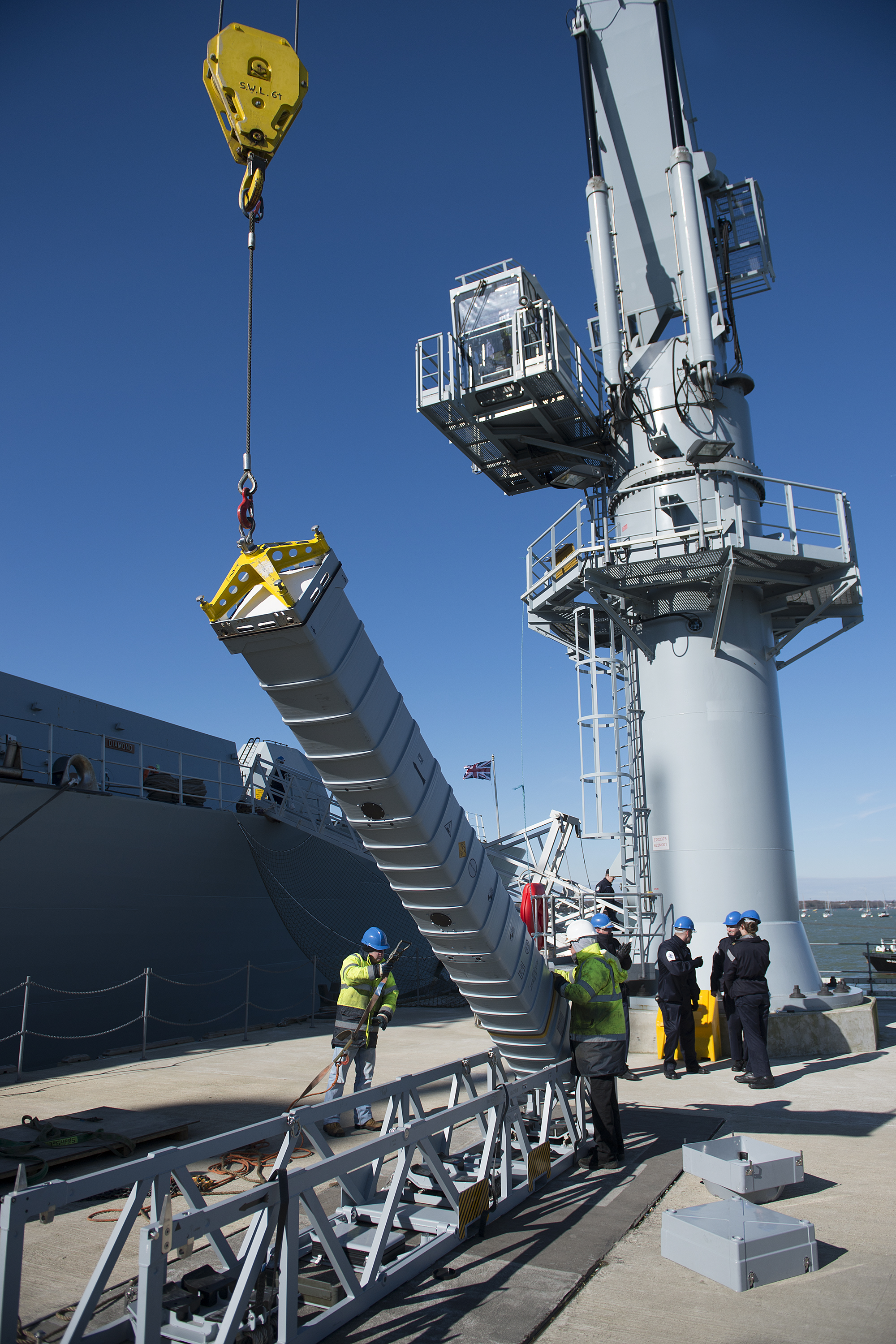
Chargement d'un missile Aster sur le bâtiment britannique.

Le Principal Anti-Air Missile System (acronyme PAAMS en anglais) équipe les quatre frégates de défense aérienne tripartite classe Horizon (France et Italie) et les destroyers Daring Type 45 britanniques. Pour ce système, l'organisation étatique est confiée à un bureau triennal et l'organisation industrielle au GIE Europaams (Eurosam et UKAMS, filiale de MBDA britannique). Ce système assure simultanément les missions d'autoprotection du bâtiment porteur, de défense locale d'un groupe de bâtiments et de défense de zone à moyenne portée. Il s'appuie sur des radars multifonctions, des lanceurs verticaux et des missiles Aster 15 ou Aster 30. Ce système assure une protection jusqu'à une distance de 100 km mais n'a pas été prévu pour la défense antibalistique. En 2012, la Marine nationale a montré avec la frégate Forbin sa capacité à détruire un missile supersonique (3 000 km/h) manœuvrant (SS-N-22, AS-17, BrahMos) et à une altitude de moins de 5 mètres au-dessus de l'eau,,. La bulle de sécurité est totale jusqu'à une distance de 45 km, face à une attaque saturante. Les frégates FDA peuvent tirer chacune dix missiles Aster en moins d'une minute et guider vingt-quatre Aster en vol simultanément contre douze cibles différentes, permettant de faire face, par exemple, à une salve de vingt-quatre missiles tirés par un sous-marin nucléaire. Les Type 45 pourraient à l'avenir être équipés des missiles Aster Block 1NT.
Les frégates multi-missions « FREMM » sont équipées du missile Aster. En France, après la loi de programmation militaire de 2013, la commande est de huit frégates classe Aquitaine livrées entre novembre 2012 et 2022. Le lundi 4 février 2013, l'Aquitaine, première frégate de la Marine nationale a effectué avec succès son premier tir du missile antiaérien Aster 15 en Méditerranée, au large du centre DGA Essais de missiles situé sur l'Île du Levant.
Il est prévu six navires de lutte anti-sous-marine armés de seize Aster 15 et de seize missiles de croisière naval (MdCN), et deux de défense aérienne, armés de seize Aster 30 à la place des MdCN. En Italie, dix navires de classe Carlo Bergamini sont prévus, armés du système SAAM-ESD (Extended Self Defence en anglais).
L'Aster équipe les frégates de la classe Formidable (dérivée des classe La Fayette) de la marine de Singapour, et les frégates FREMM Mohammed VI de la marine royale marocaine et Tahya Misr (anciennement Normandie) de la marine égyptienne.
Le Kalaat Béni Abbès des forces navales algériennes, construit en Italie, est équipé du missile SAAM-ESD (missiles Aster 15 et Sylver A50).
La nouvelle classe Pattugliatori Polivalenti d'Altura (PPA) de la Marine italienne, qui comptera six bâtiments sera armée du système de défense aérienne SAAM-ESD++ mettant en œuvre des missiles Aster au travers d'un ou deux lanceurs Sylver à 8 cellules. La Marine italienne envisage de doter ces bâtiments d'une capacité antimissile balistique en utilisant les versions Aster 30 Block 1, puis Aster 30 Block 1 NT.
La Marine du Qatar a signé, en 2016, un protocole d'accord pour l'achat de navires italiens équipés d'Aster 30.
Les frégates de taille intermédiaire, dont la première sera livrée à la Marine française en 2024, seront armées avec des Aster 30.

### Systèmes terrestres
Le système sol-air moyenne portée/terrestre (acronyme SAMP/T) est un programme franco-italien développé par Thales et MBDA pour le compte de l'Organisation conjointe de coopération en matière d'armement destiné à assurer la défense terrestre de zone. Il permet de se défendre contre des menaces aériennes conventionnelles comme des avions ou des missiles de croisière. C’est de plus le seul système de défense européen doté d’une capacité antibalistique.

#### Autres
La Marine de Singapour est également équipée de missiles Aster 15.
En 2017, les sociétés turques Aselsan et Roketsan signent avec Eurosam un protocole d’accord pour définir un système de défense aérienne et antimissile, basé sur l’expérience acquise des systèmes employant l’Aster avec un transfert de technologie,.

### Production industrielle
En décembre 2024, lors d'une audition à l’Assemblée nationale, le délégué général pour l’armement Emmanuel Chiva a annoncé une montée en puissance significative de la production des missiles Aster, toutes variantes confondues (Aster 15, Aster 30, Aster 30 B1 NT). Alors que la prévision initiale pour l'année 2025 était limitée à 32 missiles, les efforts conjoints de la Direction générale de l'armement (DGA), des industriels et de l'état-major des armées — réunis au sein d'une « tiger team » — ont permis d'augmenter cette capacité à une fourchette comprise entre 80 et 100 missiles. L'objectif affiché est d'atteindre un rythme de production de plus de 300 missiles Aster par an à partir de 2028.

## Pays utilisateurs

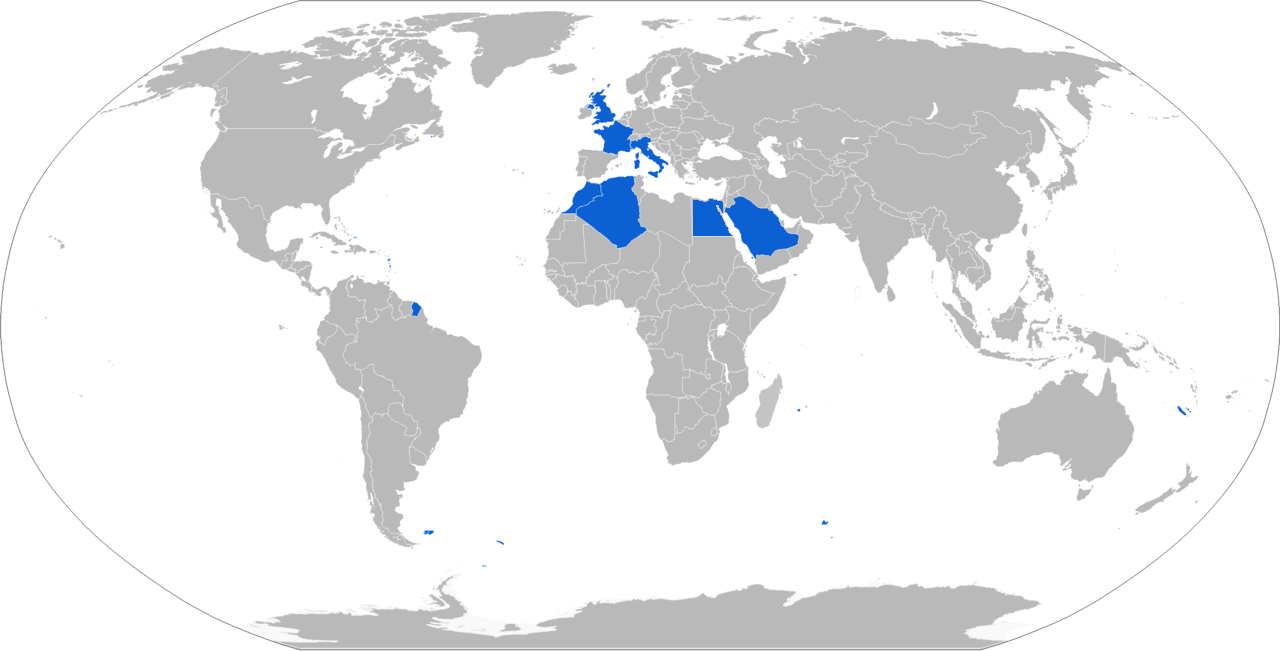
Carte des pays utilisateurs en bleu.

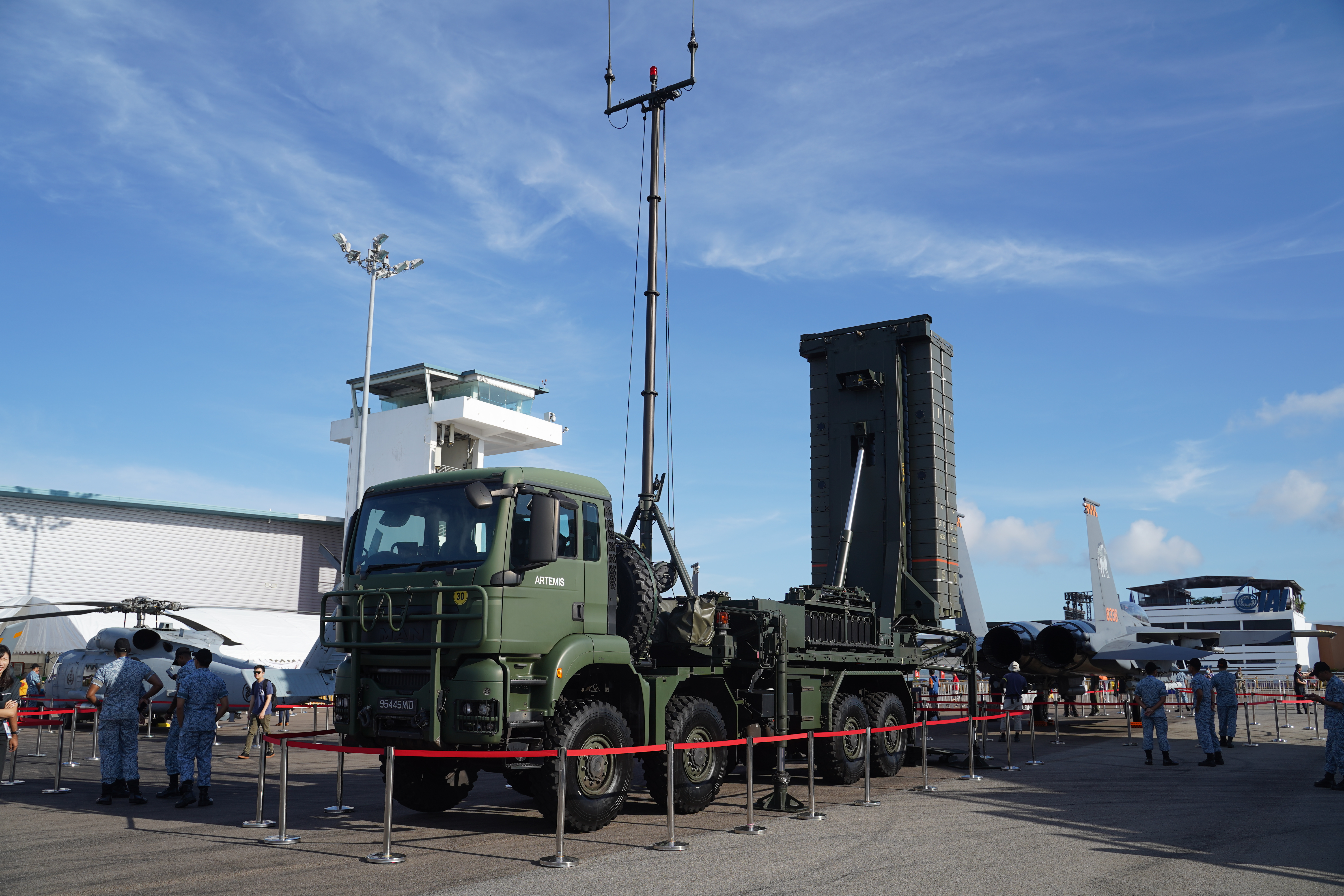
Un lanceur SAMP/T de la Force aérienne de la république de Singapour.

### Utilisateurs actuels
Algérie
- Forces navales algériennes : 16 Aster 15 SAAM livrés par l'Italie en 2014 pour le bâtiment de débarquement et de soutien logistique Kalaat Béni Abbès[46].

 Arabie saoudite
- Marine royale saoudienne : 75 Aster 15 SAAM livrés par la France de 2002 à 2004 pour les frégates de classe Al Ryiadh[46].

 Égypte
- Marine égyptienne : 75 Aster 15 SAAM: 25 Aster 15 SAAM livrés par la France en 2015 pour la frégate Tahya Misr et 50 Aster 15 SAAM livrés par l'Italie en 2020 et 2021 pour les frégate de classe Carlo Bergamini[46].

 France
- Marine nationale française : porte-avions Charles de Gaulle, frégates de classe Horizon, frégates de classe Aquitaine
- Armée de l'air et de l'espace française : SAMP/T

 Italie
- Marina Militare : porte-aéronefs Cavour, classe Horizon, classe Carlo Bergamini
- Esercito italiano : SAMP/T

 Maroc
- Marine royale marocaine : 25 Aster 15 SAAM livrés par la France en 2014 pour la frégate Mohammed VI[46].

 Qatar
- Marine du Qatar : 86 Aster 30 Block 1 livrés par l'Italie entre 2021et 2023 pour les corvettes de classe Al Zubarah[46].

 Royaume-Uni
- Royal Navy : 150 Aster 15 SAAM et 300 Aster 30 livrés par la France entre 2009 et 2013 pour les destroyers Type 45[46].

 Singapour
- Marine de la république de Singapour : 300 Aster 15 SAAM livrés par la France entre 2006 et 2013 pour les frégates de classe Formidable[46].
- Force aérienne de la république de Singapour : 200 Aster 30 livrés en 2017 et 2018 par la France avec 12 lanceurs SAMP/T[46].

 Ukraine
- Un système SAMP/T livré par la France et l’Italie en 2023 [47], avec entre autres 100 missiles Aster 30 de seconde main cédés par l'Italie en 2023[46].

### Futurs utilisateurs
Grèce
- Marine de guerre hellénique : Frégate de défense et d'intervention (Aster 30 B1) (prévue pour 2025)

## Histoire opérationnelle

### Exercices et entrainement
En 2019, lors de l'exercice Formidable Shield, exercice conduit par la force navale conjointe de frappe et d'appui de l'OTAN (NATO Naval Striking and Support Forces - STRIKFORNATO (en)), la FREMM Bretagne de la Marine Nationale a intercepté et détruit une cible supersonique avec un Aster 15. Le navire HMS Defender, destroyer de Type 45 de la Royal Navy, a détruit un nouveau type de cible à très haute vitesse à l'aide d'un Aster 30.
En 2021, lors de l'exercice Formidable Shield 2021, la frégate de défense aérienne Forbin a intercepté une cible supersonique volant à plus de 3 000 km/h, à l'aide d'un missile Aster 30, équipé pour la première fois de sa charge militaire,.

### Crise en mer Rouge 2023-2024
La crise en mer Rouge de 2023-2024 voit la première utilisation des Aster 15 et Aster 30 par la Marine nationale et plus largement par l'Armée française. En tout, la frégate Languedoc abat trois drones houthis tandis que la frégate Alsace abat trois missiles balistiques. Huit autres drones sont détruits par une frégate non précisée.
Les frégates Languedoc et Alsace ont tiré 22 missiles au 26 mars 2024 selon le ministre des armées Sébastien Lecornu, à la fois contre des drones et des missiles balistiques houthis.
De son côté, le destroyer HMS Diamond de la Royal Navy détruit un drone houthis avec un Aster le 16 décembre 2023 puis abat un nombre non précisé de drones avec des Aster dans la nuit du 9 au 10 janvier. Le 25 avril, un missile balistique houthis est abattu par un Aster 30 par le HMS Diamond,.

### Guerre en Ukraine
À la suite de l'invasion de l'Ukraine par la Russie en 2022, la France et l’Italie donnent une batterie de SAMP/T aux forces armées ukrainiennes qui sert à la défense de la région de Kiev depuis juin 2023. Il est annoncé en octobre 2024 que plus de soixante Aster ont été tirés en Ukraine sur la centaine tirée en conditions opérationnelles, les autres ayant été tirés en mer Rouge.